# Plagiothecium luridum
Plagiothecium luridum là một loài Rêu trong họ Plagiotheciaceae. Loài này được (Molendo) Molendo & Lorentz miêu tả khoa học đầu tiên năm 1867.